# 布里姆菲爾德 (麻薩諸塞州)
布里姆菲爾德（英語：Brimfield）是一個位於美國麻薩諸塞州漢登縣的鎮。

## 人口
根據2020年美國人口普查的數據，布里姆菲爾德的面積為91.20平方千米，當中陸地面積為89.90平方千米，而水域面積為1.30平方千米。當地共有人口3694人，而人口密度為每平方千米41人。